# Claudio Pribaz
Claudio Pribaz (Trieste, 25 agosto 1941) è un ex calciatore italiano, di ruolo difensore.

## Caratteristiche tecniche
Giocò nel ruolo di terzino destro.

## Carriera
Giocò in Serie A con l'Udinese, con un totale di 5 presenze senza reti tra il 1961 ed il 1963.
Nella stagione 1963-1964 e nella stagione 1964-1965 ha giocato in Serie C nell'Anconitana.